# Rødkærsbro
Rødkærsbro eller Rødkjærsbro er en stationsby i Midtjylland med 1.717 indbyggere  (2024), beliggende 10 km vest for Bjerringbro, 8 km nordvest for Ans, 26 km nord for Silkeborg, 10 km nordøst for Kjellerup og 16 km sydøst for Viborg. Byen hører til Viborg Kommune og ligger i Region Midtjylland.
Primærrute 26 gik tidligere gennem byen og slog et skarpt sving på ca. 45°, hvor Århusvej og Søndergade mødes. Der er sket adskillige uheld, hvor biler er kørt ind i husene ved svinget. Men i 1998 åbnedes Rødkærsbro Omfartsvej, en 10 km lang motortrafikvej med 2+1 spor, som leder trafikken uden om byen.
Syd for byen løber Vindelsbæk, der udmunder i Tange Å. Tre km nord for byen findes Brandstrup Mose, der blev fredet i 1984 og er udpeget som EU-habitatområde. Herregården Palstrup ligger 3 km syd for byen.

## Historie

### Sogne og kirker
Den ældste del af Rødkærsbro - nord for Vindelsbæk - hører til Vindum Sogn, der var det største sogn i Middelsom Herred, fordi det også omfatter det tidligere Faldborg Sogn, hvor kirken blev revet ned i 1655. Lige vest for byen er der i sydsiden af den gamle hovedvej et mindesmærke over den nedrevne Faldborg Kirke.
Vindum Kirke ligger ved Vindum Overgård 6 km nordøst for Rødkærsbro. I den vestlige ende af sognet opførtes i 1869-70 Brandstrup Kirke kun 1 km nord for den nye stationsby. Den del af byen, der opstod omkring mejeriet syd for Vindelsbæk, hører til Elsborg Sogn. Elsborg Kirke ligger 3 km sydvest for Rødkærsbro.

### Jernbanen
Jyllands næstældste jernbanestrækning, Langå-Viborg Jernbane, blev indviet 21. juli 1863 og fik her en station, som blev kaldt Rødkærsbro, fordi der syd for stationen var en bro over et lavtliggende kær, som blev kaldt Rødkær, fordi det var omgivet af en rødlig bevoksning.
I 1875 beskrives forholdene således: "Rødkjærsbro med Jernbanestation og Kro".
Omkring forrige århundredeskifte omtales byen således: "Rødkjærsbro, Gde. og Huse, med Kro, Jærnbane-, Telegraf- og Telefonst. samt Postekspedition."
I 1911 blev den nuværende stationsbygning på Jernbanegade 7 opført, fordi Rødkærsbro skulle være jernbaneknudepunkt med åbningen af Rødkjærsbro-Kjellerup Banen i 1912. Denne privatbane blev i 1924 forlænget til Silkeborg og skiftede navn til Silkeborg-Kjellerup-Rødkjærsbro Jernbane. Den blev nedlagt i 1968.

## Faciliteter
Rødkærsbro Skole har 321 elever, fordelt på 0.-9. klassetrin.. Skolen har 13 lærere ansat.
Rødkærsbro Idrætsforening (RIF) tilbyder badminton, fodbold, gymnastik, håndbold, løb, svømning og tennis samt træning i motionscenter.

## Virksomheder
Rødkjærsbro Kro blev opført i 1864 som en af de første bygninger ved stationen og er stadig byens ældste virksomhed. Nørre Langgade 4.
Arla har et stort ostemejeri, Rødkærsbro Mejeri, Århusvej 15.
Partiet Stram Kurs har hovedkvarter Søndergade 40 i Rødkærsbro og en ejendom til kurser, møder etc. i Hoven.